# جاميو أليمي
جاميو أليمي (بالإنجليزية: Jamiu Alimi)‏ (5 أكتوبر 1992 بلاغوس في نيجيريا - ) هو لاعب كرة قدم نيجيري في مركز الدفاع. لعب مع أولمبياكوس نيقوسيا وميتالورغ دونيتسك ونادي تافريا سيمفروبول ونادي فيسترلو.

## روابط خارجية
- جاميو أليمي على موقع اتحاد أوكرانيا (الإنجليزية)
- جاميو أليمي على موقع إي إس بي إن إف سي (الإنجليزية)
- جاميو أليمي على موقع قاعدة بيانات كرة القدم.إي يو (الإنجليزية)
- جاميو أليمي على موقع ناشيونال فوتبول تيمز (الإنجليزية)
- جاميو أليمي على موقع Soccerway.com (الإنجليزية)
- جاميو أليمي على موقع عالم كرة القدم.نت (الإنجليزية)